# Pseudocaranx chilensis
 Pseudocaranx chilensis és una espècie de peix de la família dels caràngids i de l'ordre dels cipriniformes que es troba al sud-est del Pacífic.